# Bokin
Bokin là một tổng tại tỉnh Passoré ở bắc trung bộ Burkina Faso. Dân số năm 2006 là 54.958 người. Thủ phủ là thị xã Bokin.

## Các thị xã và làng xã
Badogo, Boore, Dakore, Dakouli, Goera, Gombre, Gorki, Guimba, Guipa, Imiougou, Kietogo, Koankin, Kondin, Kontélé, Koullou, Koulwéogo, Koupéla–Peulh, Langue–Peulh, Lelesgo, Maceono, Nahana, Niangla, Nioneegre, Peodogo, Pepin, Pofona, Rana, Riga, Sarma, Séguédin, Sitoega, Tanghin, Tanwefo, Tegsagbo, Tèma, Tengand-Tanga, Tibin, Yake và Zougloum-Tonsgo.